# آسيير سالسيدو
آسيير سالسيدو بوريغا (بالإسبانية: Asier Salcedo)‏ (من مواليد 9 أبريل 1980 في فيتوريا-غاستايز، ألافا) هو لاعب كرة قدم إسباني محترف، يلعب لنادي بورتوغاليتي في مركز خط الوسط.

## وصلات خارجية
- آسيير سالسيدو على موقع قاعدة بيانات كرة القدم.إي يو (الإنجليزية)
- آسيير سالسيدو على موقع Soccerway.com (الإنجليزية)
- آسيير سالسيدو على موقع AS.com (الإسبانية)
- BDFutbol profile
- Futbolme profile (بالإسبانية)